# Backetjärnen (Naverstads socken, Bohuslän)
Backetjärnen är en sjö i Tanums kommun i Bohuslän och ingår i Enningdalsälvens huvudavrinningsområde. Sjön är 9,8 meter djup, har en yta på 0,181 kvadratkilometer och är belägen 114,2 meter över havet. Vid provfiske har abborre, gädda och mört fångats i sjön.

## Delavrinningsområde
Backetjärnen ingår i det delavrinningsområde (652383-125797) som SMHI kallar för Ovan Liverödälven. Medelhöjden är 126 meter över havet och ytan är 9,53 kvadratkilometer. Räknas de 19 avrinningsområdena uppströms in blir den ackumulerade arean 253,89 kvadratkilometer. Avrinningsområdets utflöde Enningdalsälven (Nordaneälven) mynnar i havet. Avrinningsområdet består mestadels av skog (73 procent) och jordbruk (13 procent). Avrinningsområdet har 0,18 kvadratkilometer vattenytor vilket ger det en sjöprocent på 1,9 procent.